# بنگان (بافت)
بُنگان(Bongan) روستایی در دهستان بزنجان بخش مرکزی شهرستان بافت استان کرمان ایران است.
این روستا در ۲۰ کیلومتری شمال غربی شهر بافت و شش کیلومتری شمال شهر بزنجان و در دامنه جنوبی قله کوه شاه (لاله زار) واقع شده‌است. واژه بنگان در قدیم به معنی پیاله تقسیم آب بوده‌است.

## جمعیت
بر پایه سرشماری عمومی نفوس و مسکن در سال ۱۳۹۵ جمعیت این مکان ۱٬۱۱۳ نفر (۳۵۶خانوار) بوده‌است.

## آب و هوا و اقلیم
آب و هوای بنگان، سرد و کوهستانی و تابستان‌هایی خنک و زمستان‌هایی سرد دارد. روستای بنگان، روستایی مرتفع است و در ارتفاع ۲٬۵۸۱ متری از سطح دریا قرار دارد.

## محصولات کشاورزی
از محصولات این روستا می‌توان به گردو و بادام و سیب و هلو و آلبالو و زردآلو و گیلاس اشاره کرد. از محصولات زراعی آن می‌توان به گندم، جو، عدس، نخود و لوبیا نام برد

## جاذبه‌های گردشگری

### جاذبه های طبیعی
- آبشاربنگان:[۲] در دو کیلومتری شمال روستا آبشار زیبایی وجود دارد که در سالهای پر باران بسیار زیبا است که ارتفاع آن قریب بر ۱۵ متر می‌باشد ازمناطق دیدنی بنگان می‌توان به آبشار- قنات کوه -ده سالار-گلی- تل مهره -ده محمود- بورغان اشاره کرد.

### جاذبه های تاریخی
- از آثار تاریخی روستای بنگان می‌توان به حمام قدیمی و درخت چنار چند صد ساله اشاره نمود. آب این منطقه از قنات‌ها و آب جاری از کوه تأمین می‌شود.[۳][۴][۵]